# Лукіянович Антін Якович

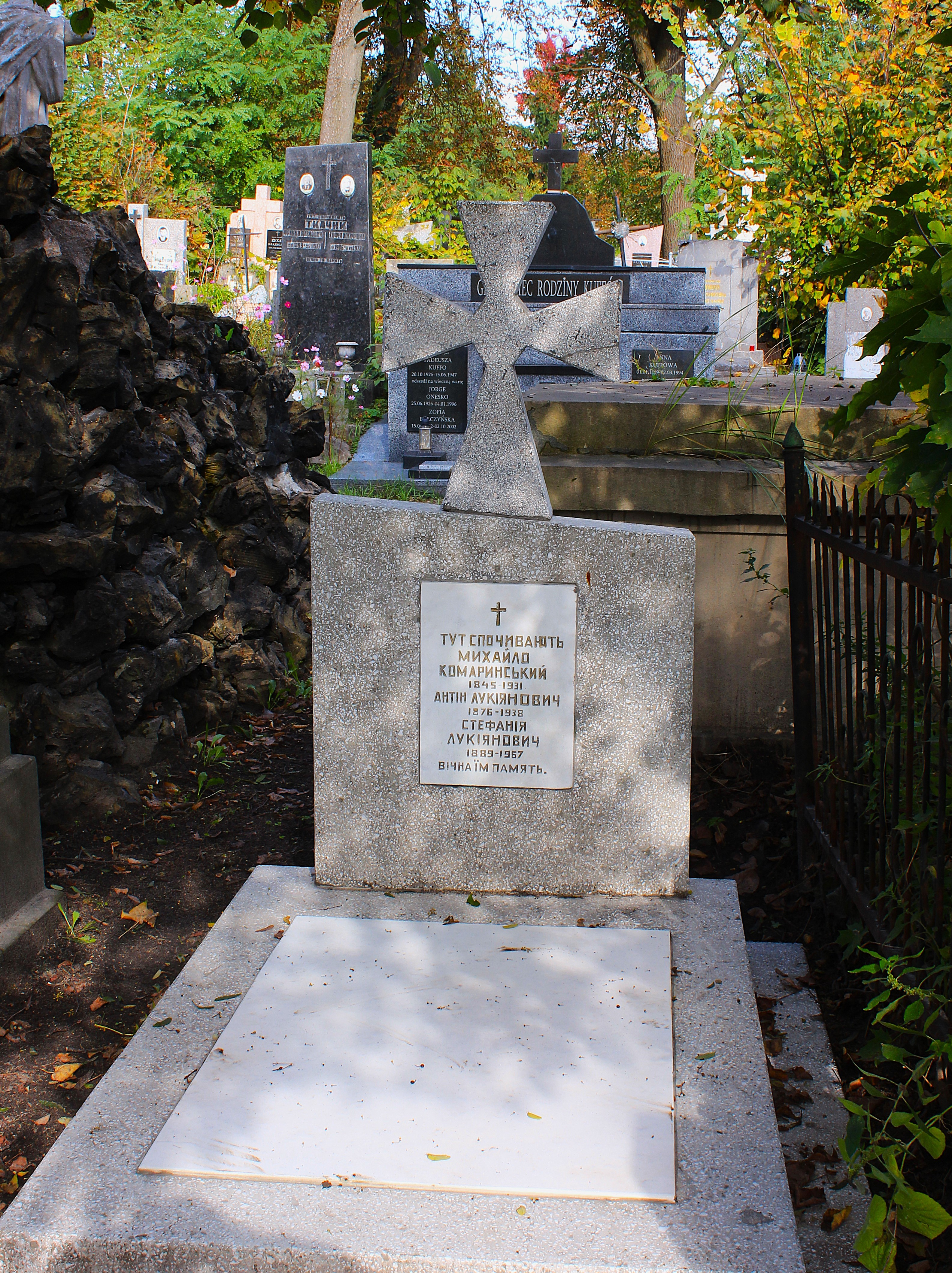
Нагробок на могилі правника Антіна Лукіяновича.

Антін Якович Лукіянович (13 червня 1875, с. Городниця, нині Гусятинського району — 22 січня 1938, м. Львів) — український правник, суддя, громадський діяч, брат письменника Дениса Лукіяновича.

## Життєпис
Народився 13 вересня 1873 року в селі Городниця (Королівство Галичини та Володимирії, Австро-Угорська імперія, нині Гусятинського району Тернопільської області, Україна) в родині богослова за освітою та вчителя за фахом.
Навчався в Першій тернопільській гімназії та гімназії у місті Львові, закінчив правничий виділ (факультет) Львівського університету. 
На Львівщині працював суддею у м. Турка, президентом повітового суду в м. Бібрка (тут також очолював філію українського товариства «Просвіта», гурток товариства «Рідна школа»). У 1914–1916 роках — в Австрії. Від літа 1916 року працював суддею окружного суду у Львові; у 1920-х роках також працював на цій посаді.
Помер 22 січня 1938 року в м. Львів. Похований на 7 полі Янівського цвинтаря.